# SwissCube
SwissCube — первый спутник, полностью построенный в Швейцарии. Он был разработан на базе платформы CubeSat в The École Polytechnique Fédérale de Lausanne (EPFL) в сотрудничестве с рядом швейцарских инженерных школ, университетов и частных фирм. Представляет собой куб с ребром 10 см и весом 820 граммов.

## Мотивация создания
В первую очередь — обучение студентов в области космических технологий и космических системы.

## Цели спутника
1. проектирование, строительство и испытания спутников;
2. запуск спутника и передача информации, используя наземные и космические системы;
3. научные проекты.

## Научная миссия
Заключается в наблюдении явления — свечение атмосферы, люминесцентный слой располагается на высоте около 100 километров. SwissCube осуществляет захват изображения с разрешением 188×120 пикселей 767-нм телескопом с длиной 50 мм.
Питание осуществляется от 6 солнечных батарей 1,5W и двух литий-ионных аккумуляторов ёмкостью 1,2 А×ч. Определение местоположения и контроль над спутником осуществляется с помощью трёхосного магнитометра и гироскопа, режим работы обеспечивает датчик температуры и система терморегуляции.

## Ход проекта
Спутник запущен 23 сентября 2009 года. После отделения от носителя спутник получил сильное вращение вокруг собственной оси. Только через год с лишним удалось стабилизировать положение и работу спутника. 18 февраля 2011 года удалось получить первое изображение с борта спутника, 3 марта получен первый снимок атмосферного свечения, таким образом проект исследования атмосферы стартовал. 2 декабря 2011 года наземный центр EPFL завершил работу со спутником SwissCube и передал контроль над ним сообществу радиолюбителей. Первоначально ресурс работы спутника рассчитывался на 12 месяцев, затем был продлён ещё на 18 месяцев. Тем не менее по состоянию на ноябрь 2016 года спутник всё ещё оставался работоспособным.
В 2012 году начата разработка проекта CleanSpace One с целью проведения экспериментов по «уборке» космического мусора. Ожидается, что выведенный на космическую орбиту аппарат осуществит захват спутника SwissCube-1 перед его входом в атмосферу Земли.